# Чемпіонат африканських націй 2018
Чемпіонат африканських націй 2018 — п'ятий чемпіонат африканських націй, який відбувся в Марокко. У турнірі взяли участь чоловічі футбольні збірні команди країн Африки за участю виключно гравців з національних чемпіонатів. Розіграш проходив з 13 січня по 4 лютого 2018 року. У змаганні брали участь 16 команд. У лютому 2016 року господарем було оголошено Кенію, але у вересні 2017 КАФ вирішила змінити господаря через низький прогрес у підготовці. У жовтні 2017 новим господарем турніру було оголошене Марокко.
Вперше на турнірі перемогла збірна Марокко, яка у фіналі перемогла збірну Нігерії з рахунком 4 – 0.

## Учасники
На турнір кваліфікувались наступні команди:
| Збірна               | Зона              | Участь | Найкращий результат               | Рейтинг ФІФА на початок турніру |
| -------------------- | ----------------- | ------ | --------------------------------- | ------------------------------- |
| Камерун              | Центральна        | 3      | чвертьфінал (2011, 2016)          |                                 |
| Республіка Конго     | Центральна        | 2      | груповий раунд (2014)             |                                 |
| Екваторіальна Гвінея | Центральна        | 1      | дебют                             |                                 |
| Руанда               | Центрально-східна | 3      | чвертьфінал (2016)                |                                 |
| Судан                | Центрально-східна | 2      | 3-е місце (2011)                  |                                 |
| Уганда               | Центрально-східна | 4      | груповий раунд (2011, 2014, 2016) |                                 |
| Лівія                | Північна          | 3      | чемпіон (2014)                    |                                 |
| Марокко (господарі)  | Північна          | 3      | чвертьфінал (2014)                |                                 |
| Ангола               | Південна          | 3      | віце-чемпіон (2011)               |                                 |
| Намібія              | Південна          | 1      | дебют                             |                                 |
| Замбія               | Південна          | 3      | 3-е місце (2009)                  |                                 |
| Гвінея               | Західна A         | 2      | 4-е місце (2016)                  |                                 |
| Мавританія           | Західна A         | 2      | груповий раунд (2014)             |                                 |
| Буркіна-Фасо         | Західна B         | 2      | груповий раунд (2014)             |                                 |
| Кот-д'Івуар          | Західна B         | 4      | 3-е місце (2016)                  |                                 |
| Нігерія              | Західна B         | 3      | {3-е місце (2014)                 |                                 |

## Стадіони
Матчі пройдуть у Касабланці, Марракеш, Агадірі та Танжері.
| Касабланка            | Касабланка Агадір Марракеш Танжер | Марракеш          |
| --------------------- | --------------------------------- | ----------------- |
| «Стадіон Мохаммеда V» | Касабланка Агадір Марракеш Танжер | «Марракеш»        |
| Місткість: 67,000     | Касабланка Агадір Марракеш Танжер | Місткість: 45,250 |
|                       | Касабланка Агадір Марракеш Танжер |                   |
| Танжер                | Касабланка Агадір Марракеш Танжер | Агадір            |
| «Стадіон Ібн Батута»  | Касабланка Агадір Марракеш Танжер | «Адрар»           |
| Місткість: 45,000     | Касабланка Агадір Марракеш Танжер | Місткість: 45,480 |
|                       | Касабланка Агадір Марракеш Танжер |                   |

## Груповий раунд
Місця у групах
Команди будуть розподілені відповідно до набраних очок (3 очки за перемогу, 1 очко за нічию, 0 очок за програзку). В разі однакової кількості набраних очок, переможець буде визначатися в наступному порядку:
1. Кількість очок, які були набрані в очних протистояннях;
2. Різниця м'ячів в іграх між обома командами;
3. Забиті м'ячі в іграх між обома командами;
4. Якщо після застосування критеріїв 1 — 3 до декількох команд, дві команди як і раніше мають однакові показники, якщо ж критерії 1 — 3 повторно застосовуються виключно до очних поєдинків між цими командами, щоб визначити їх остаточний рейтинг. Якщо ця процедура не призводить до виявлення переможців, застосовуються критерії від 5 до 7;
5. Різниця забитих та пропущених м'ячів у всіх поєдинках;
6. Забиті м'ячі у всіх поєдинках;
7. Жеребкування.

### Група A
| Поз | Команда     | І | В | Н | П | ГЗ | ГП | РГ | О | Кваліфікація |
| --- | ----------- | - | - | - | - | -- | -- | -- | - | ------------ |
| 1   | Марокко (H) | 3 | 2 | 1 | 0 | 7  | 1  | +6 | 7 | Плей-оф      |
| 2   | Судан       | 3 | 2 | 1 | 0 | 3  | 1  | +2 | 7 | Плей-оф      |
| 3   | Гвінея      | 3 | 1 | 0 | 2 | 3  | 5  | −2 | 3 |              |
| 4   | Мавританія  | 3 | 0 | 0 | 3 | 0  | 6  | −6 | 0 |              |

| 13 січня 2018 19:30 |

| Марокко                                      | 4 – 0    | Мавританія |
| -------------------------------------------- | -------- | ---------- |
| Ель-Каабі 66', 80' Хаддад 72' Бенчаркі 90+3' | Протокол |            |

| «Стадіон Мохаммеда V», Касабланка Арбітр: Дженні Сіказве (Замбія) |

| 14 січня 2018 14:30 |

| Гвінея    | 1 – 2    | Судан              |
| --------- | -------- | ------------------ |
| Соуза 56' | Протокол | Коко 20' Бахіт 75' |

| «Стадіон Мохаммеда V», Касабланка Арбітр: Елдер Мартінш де Карвальйо (Ангола) |

| 17 січня 2018 16:30 |

| Марокко                 | 3 – 1    | Гвінея     |
| ----------------------- | -------- | ---------- |
| Ель-Каабі 27', 65', 68' | Протокол | Камара 29' |

| «Стадіон Мохаммеда V», Касабланка Арбітр: Абу Кулібалі (Кот-д'Івуар) |

| 17 січня 2018 19:30 |

| Судан           | 1 – 0    | Мавританія |
| --------------- | -------- | ---------- |
| Walaa Eldin 30' | Протокол |            |

| «Стадіон Мохаммеда V», Касабланка Арбітр: Садок Селмі (Туніс) |

| 21 січня 2018 19:00 |

| Судан | 0 – 0    | Марокко |
| ----- | -------- | ------- |
|       | Протокол |         |

| «Стадіон Мохаммеда V», Касабланка Арбітр: Ндала Нгамбо (ДР Конго) |

| 21 січня 2018 19:00 |

| Мавританія | 0 – 1    | Гвінея     |
| ---------- | -------- | ---------- |
|            | Протокол | Санхон 15' |

| «Марракеш», Марракеш Арбітр: Джексон Паваза (Намібія) |

### Група B
| Поз | Команда     | І | В | Н | П | ГЗ | ГП | РГ | О | Кваліфікація |
| --- | ----------- | - | - | - | - | -- | -- | -- | - | ------------ |
| 1   | Замбія      | 3 | 2 | 1 | 0 | 6  | 2  | +4 | 7 | Плей-оф      |
| 2   | Намібія     | 3 | 2 | 1 | 0 | 3  | 1  | +2 | 7 | Плей-оф      |
| 3   | Уганда      | 3 | 0 | 1 | 2 | 1  | 4  | −3 | 1 |              |
| 4   | Кот-д'Івуар | 3 | 0 | 1 | 2 | 0  | 3  | −3 | 1 |              |

| 14 січня 2018 16:30 |

| Кот-д'Івуар | 0 – 1    | Намібія       |
| ----------- | -------- | ------------- |
|             | Протокол | Хамбіра 90+2' |

| «Марракеш», Марракеш Арбітр: Нуреддін Ель-Джаафарі (Марокко) |

| 14 січня 2018 19:30 |

| Замбія                              | 3 – 1    | Уганда       |
| ----------------------------------- | -------- | ------------ |
| Камболе 38' Муленга 63' Капумбу 71' | Протокол | Нсібамбі 40' |

| «Марракеш», Марракеш Арбітр: Мехді Абід Шареф (Алжир) |

| 18 січня 2018 16:30 |

| Кот-д'Івуар | 0 – 2    | Замбія          |
| ----------- | -------- | --------------- |
|             | Протокол | Муленга 8', 74' |

| «Марракеш», Марракеш Арбітр: Гамада Нампіандраза (Мадагаскар) |

| 18 січня 2018 19:30 |

| Уганда | 0 – 1    | Намібія       |
| ------ | -------- | ------------- |
|        | Протокол | Некунді 90+2' |

| «Марракеш», Марракеш Арбітр: Ібрагім Нур Ель-Дін (Єгипет) |

| 22 січня 2018 19:00 |

| Уганда | 0 – 0    | Кот-д'Івуар |
| ------ | -------- | ----------- |
|        | Протокол |             |

| «Марракеш», Марракеш Арбітр: Елдер Мартінш де Карвалью (Ангола) |

| 22 січня 2018 19:00 |

| Намібія      | 1 – 1    | Замбія      |
| ------------ | -------- | ----------- |
| Лімбонді 13' | Протокол | Камболе 24' |

| «Стадіон Мохаммеда V», Касабланка Арбітр: Луїс Гакізімана (Руанда) |

### Група C
| Поз | Команда              | І | В | Н | П | ГЗ | ГП | РГ | О | Кваліфікація |
| --- | -------------------- | - | - | - | - | -- | -- | -- | - | ------------ |
| 1   | Нігерія              | 3 | 2 | 1 | 0 | 4  | 0  | +4 | 7 | Плей-оф      |
| 2   | Лівія                | 3 | 2 | 0 | 1 | 4  | 1  | +3 | 6 | Плей-оф      |
| 3   | Руанда               | 3 | 1 | 1 | 1 | 1  | 0  | +1 | 4 |              |
| 4   | Екваторіальна Гвінея | 3 | 0 | 0 | 3 | 1  | 7  | −6 | 0 |              |

| 15 січня 2018 16:30 |

| Лівія                            | 3 – 0    | Екваторіальна Гвінея |
| -------------------------------- | -------- | -------------------- |
| Аль Тахер 12', 17' Аль Хараш 86' | Протокол |                      |

| «Стадіон Ібн Батута», Танжер Арбітр: Махамаду Кейта (Малі) |

| 15 січня 2018 19:30 |

| Нігерія | 0 – 0    | Руанда |
| ------- | -------- | ------ |
|         | Протокол |        |

| «Стадіон Ібн Батута», Танжер Арбітр: Віктор Гомес (ПАР) |

| 19 січня 2018 16:30 |

| Лівія | 0 – 1    | Нігерія   |
| ----- | -------- | --------- |
|       | Протокол | Фалеє 79' |

| «Стадіон Ібн Батута», Танжер Арбітр: Мустафа Горбаль (Алжир) |

| 19 січня 2018 19:30 |

| Руанда    | 1 – 0    | Екваторіальна Гвінея |
| --------- | -------- | -------------------- |
| Манзі 66' | Протокол |                      |

| «Стадіон Ібн Батута», Танжер Арбітр: Daniel Laryea (Гана) |

| 23 січня 2018 19:00 |

| Руанда | 0 – 1    | Лівія         |
| ------ | -------- | ------------- |
|        | Протокол | Абушнаф 90+3' |

| «Стадіон Ібн Батута», Танжер Арбітр: Нуреддін Ель-Джаафарі (Марокко) |

| 23 січня 2018 19:00 |

| Екваторіальна Гвінея | 1 – 3    | Нігерія                            |
| -------------------- | -------- | ---------------------------------- |
| Еяма 40'             | Протокол | Окпоту 58' Оджо 69' Алі 83' (пен.) |

| «Адрар», Агадір Арбітр: Абу Кулібалі (Кот-д'Івуар) |

### Група D
| Поз | Команда          | І | В | Н | П | ГЗ | ГП | РГ | О | Кваліфікація |
| --- | ---------------- | - | - | - | - | -- | -- | -- | - | ------------ |
| 1   | Республіка Конго | 3 | 2 | 1 | 0 | 3  | 0  | +3 | 7 | Плей-оф      |
| 2   | Ангола           | 3 | 1 | 2 | 0 | 1  | 0  | +1 | 5 | Плей-оф      |
| 3   | Буркіна-Фасо     | 3 | 0 | 2 | 1 | 1  | 3  | −2 | 2 |              |
| 4   | Камерун          | 3 | 0 | 1 | 2 | 1  | 3  | −2 | 1 |              |

| 16 січня 2018 16:30 |

| Ангола | 0 – 0    | Буркіна-Фасо |
| ------ | -------- | ------------ |
|        | Протокол |              |

| «Адрар», Агадір Арбітр: Бамлак Тессема Веєса (Ефіопія) |

| 16 січня 2018 19:30 |

| Камерун | 0 – 1    | Республіка Конго    |
| ------- | -------- | ------------------- |
|         | Протокол | Мак'єссе 73' (пен.) |

| «Адрар», Агадір Арбітр: Гехад Гріша (Єгипет) |

| 20 січня 2018 16:30 |

| Ангола         | 1 – 0    | Камерун |
| -------------- | -------- | ------- |
| Жоб 30' (пен.) | Протокол |         |

| «Адрар», Агадір Арбітр: Магетте Н'Діає (Сенегал) |

| 20 січня 2018 19:30 |

| Республіка Конго        | 2 – 0    | Буркіна-Фасо |
| ----------------------- | -------- | ------------ |
| Бакуа 67' Бідімбу 90+2' | Протокол |              |

| «Адрар», Агадір Глядачів: Пасіфік Ндабігавенімана (Бурунді) |

| 24 січня 2018 19:00 |

| Республіка Конго | 0 – 0    | Ангола |
| ---------------- | -------- | ------ |
|                  | Протокол |        |

| «Адрар», Агадір Арбітр: Мустафа Горбаль (Algeria) |

| 24 січня 2018 19:00 |

| Буркіна-Фасо | 1 – 1    | Камерун      |
| ------------ | -------- | ------------ |
| Сілла 42'    | Протокол | Муссомбо 52' |

| «Стадіон Ібн Батута», Танжер Арбітр: Віктор Гомес (ПАР) |

## Плей-оф
|  | Чвертьфінали          | Чвертьфінали        |                       |       | Півфінали               | Півфінали               |  |  | Фінал | Фінал |
|  |                       |                     |                       |       |                         |                         |  |  |       |       |
|  | 27 січня – Касабланка |                     |                       |       |                         |                         |  |  |       |       |
|  |                       |                     |                       |       |                         |                         |  |  |       |       |
|  | Марокко               | 2                   |                       |       |                         |                         |  |  |       |       |
|  | Марокко               | 2                   | 31 січня – Касабланка |       |                         |                         |  |  |       |       |
|  | Намібія               | 0                   |                       |       |                         |                         |  |  |       |       |
|  | Намібія               | 0                   | Марокко (дч)          | 3     |                         |                         |  |  |       |       |
|  | 28 січня – Агадір     |                     | Марокко (дч)          | 3     |                         |                         |  |  |       |       |
|  |                       | Лівія               | 1                     |       |                         |                         |  |  |       |       |
|  | Республіка Конго      | Лівія               | 1                     | 1 (3) |                         |                         |  |  |       |       |
|  | Республіка Конго      |                     | 4 лютого – Касабланка | 1 (3) |                         |                         |  |  |       |       |
|  | Лівія                 | 1 (5)               |                       |       |                         |                         |  |  |       |       |
|  | Лівія                 | 1 (5)               | Марокко               | 4     |                         |                         |  |  |       |       |
|  | 27 січня – Марракеш   |                     | Марокко               | 4     |                         |                         |  |  |       |       |
|  |                       | Нігерія             | 0                     |       |                         |                         |  |  |       |       |
|  | Замбія                | Нігерія             | 0                     | 0     |                         |                         |  |  |       |       |
|  | Замбія                | 31 січня – Марракеш |                       | 0     |                         |                         |  |  |       |       |
|  | Судан                 | 1                   |                       |       |                         |                         |  |  |       |       |
|  | Судан                 | 1                   | Судан                 | 0     |                         |                         |  |  |       |       |
|  | 28 січня – Танжер     |                     | Судан                 | 0     |                         |                         |  |  |       |       |
|  |                       | Нігерія             | 1                     |       | Матч за бронзові медалі | Матч за бронзові медалі |  |  |       |       |
|  | Нігерія               | Нігерія             | 1                     | 2     | Матч за бронзові медалі | Матч за бронзові медалі |  |  |       |       |
|  | Нігерія               |                     | 3 лютого – Марракеш   | 2     |                         |                         |  |  |       |       |
|  | Ангола                | 1                   |                       |       |                         |                         |  |  |       |       |
|  | Ангола                | 1                   | Лівія                 | 1 (2) |                         |                         |  |  |       |       |
|  |                       |                     |                       |       |                         |                         |  |  |       |       |
|  | Судан (пен. )         | 1 (4)               |                       |       |                         |                         |  |  |       |       |
|  | Судан (пен. )         | 1 (4)               |                       |       |                         |                         |  |  |       |       |

### Чвертьфінали
| 27 січня 2018 16:30 |

| Марокко                 | 2 – 0    | Намібія |
| ----------------------- | -------- | ------- |
| Ель-Каабі 36' Саїді 54' | Протокол |         |

| «Стадіон Мохаммеда V», Касабланка Арбітр: Махамаду Кейта Mahamadou Keita (Малі) |

| 27 січня 2018 19:30 |

| Замбія | 0 – 1    | Судан      |
| ------ | -------- | ---------- |
|        | Протокол | Бакхіт 32' |

| «Марракеш», Марракеш Арбітр: Бамлак Тессема Веєса (Ефіопія) |

| 28 січня 2018 16:30 |

| Нігерія                     | 2 – 1 (дч) | Ангола |
| --------------------------- | ---------- | ------ |
| Okpotu 90+2' Okechukwu 109' | Протокол   | Vá 56' |

| «Стадіон Ібн Батута», Танжер Арбітр: Садок Селмі (Туніс) |

| 28 січня 2018 19:30 |

| Республіка Конго | 1 – 1 (дч) | Лівія        |
| ---------------- | ---------- | ------------ |
| Makiesse 32'     | Протокол   | Al Taher 14' |

| «Адрар», Агадір Арбітр: Гамада Нампіандраза (Мадагаскар) |

|                                 |       | Пенальті                                         |  |
| Кібамба · Мбунгу · Муку · Розан | 3 – 5 | Тартак · Халлеефа · Алакуб · Аль-Магазі · Масауд |  |

### Півфінали
| 31 січня 2018 16:30 |

| Марокко                                  | 3 – 1 (дч) | Лівія        |
| ---------------------------------------- | ---------- | ------------ |
| Ель-Каабі 73', 97' Ель-Карті 119' (пен.) | Протокол   | Халлеефа 86' |

| «Стадіон Мохаммеда V», Касабланка Арбітр: Дженні Сіказве (Замбія) |

| 31 січня 2018 19:30 |

| Судан | 0 – 1    | Нігерія      |
| ----- | -------- | ------------ |
|       | Протокол | Окечукву 16' |

| «Марракеш», Марракеш Арбітр: Маланг Д'єдгіу (Сенегал) |

### Матч за третє місце
| 3 лютого 2018 19:00 |

| Лівія    | 1 – 1    | Судан   |
| -------- | -------- | ------- |
| Абло 84' | Протокол | Муса 6' |

| «Марракеш», Марракеш Арбітр: Мехді Абід Шареф (Алжир) |

|                                  |       | Пенальті                                   |  |
| Тактак · Ельхуні · Алакуб · Абло | 2 – 4 | М. Ель-Тахір · А. Ель-Тахір · Ахмед · Мааз |  |

### Фінал
| 4 лютого 2018 19:00 |

| Марокко                                     | 4 – 0    | Нігерія |
| ------------------------------------------- | -------- | ------- |
| Хадраф 45', 64' Ель-Карті 61' Ель-Каабі 73' | Протокол |         |

| «Стадіон Мохаммеда V», Касабланка Арбітр: Бакарі Гассама (Гамбія) |